# Roda de pregària

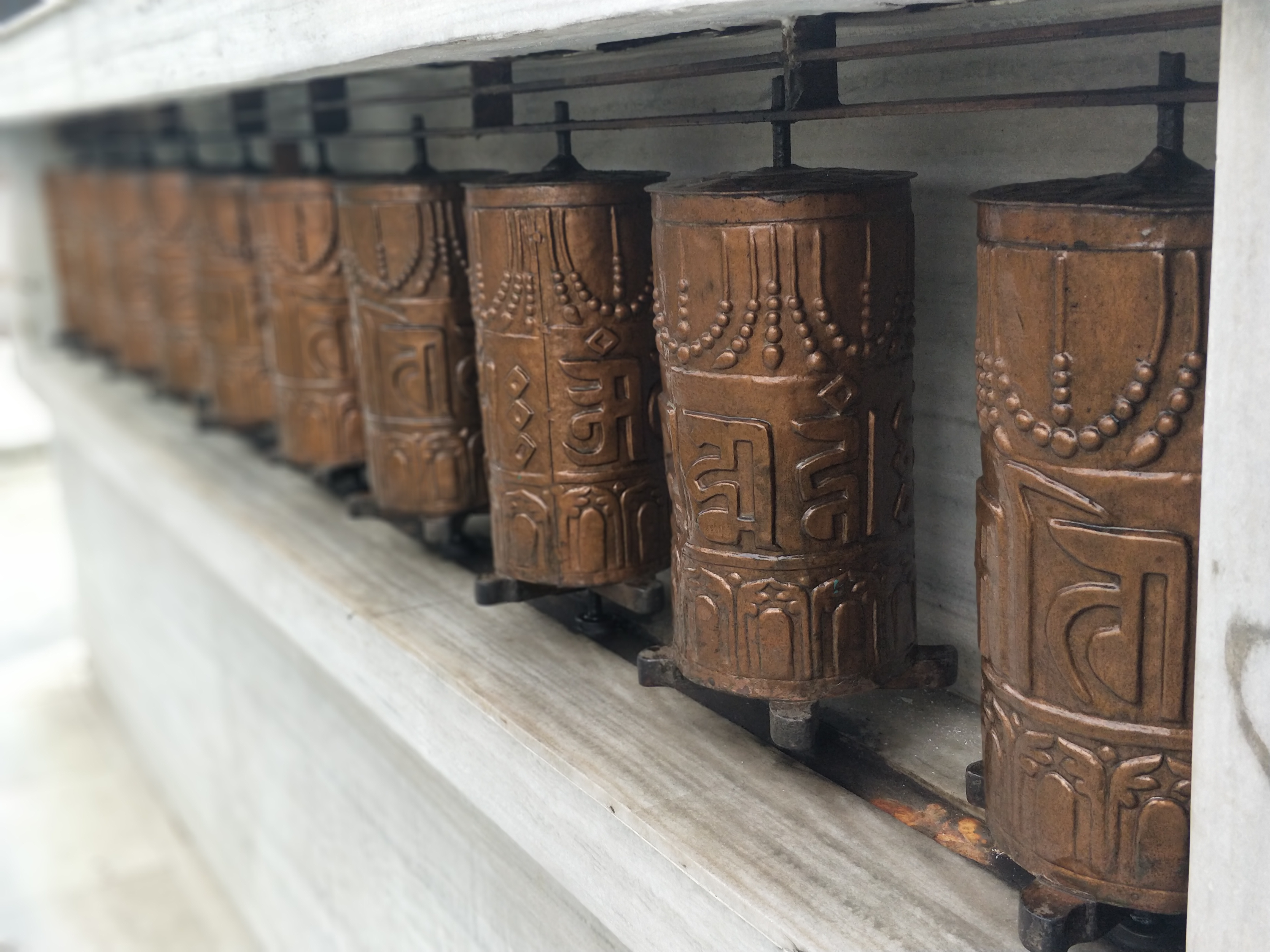
Rodes de pregària. Mussoorie, Índia

Una roda de pregària o roda mani (en tibetà: འཁོར་ལོ།, wylie: mani-chos-'khor) és una roda cilíndrica de metall, fusta, pedra, cuir o cotó gruixut, sobre un eix. Tradicionalment, està escrit a la superfície exterior de la roda el mantra om mani padme hum (en nepal bhasa, ༀམཎིཔདྨེཧཱུྃ།). També de vegades hi ha dibuixos de dakinis, protectors, i molt sovint els vuit símbols auspicis (ashtamangala). Al nucli del cilindre es troba un «Arbre de la vida», sovint fet de fusta o metall amb certs mantres escrits o embolicats al seu voltant. Molts milers (o, en el cas de grans rodes de pregària, milions) de mantres són embolcallats al voltant d'aquest arbre de vida. El mantra om mani padme hum és el més utilitzat, però també se'n poden fer servir d'altres.
Segons la tradició budista tibetana basada en els textos de llinatge relatius a les rodes de pregària, fer girar aquestes rodes té el mateix efecte meritori que recitar oralment les oracions.

## Nomenclatura i etimologia
En tibetà, «roda de pregària» o «roda mani» (en tibetà: འཁོར་ལོ།, wylie: mani-chos-'khor), la paraula està formada per la contracció de:
- mani: «joia» (contracció de la paraula sànscrita cintāmaṇi, चिन्तामणि, «joia de pensament»),
- chos: «realitat» o «llei natural» (en sànscrit, dharma, धर्म), o «deure religiós» en tibetà),
- khor o khorlo: «roda» (en sànscrit, cakraṃ, चक्र).

## Orígens
Els primers registres escrits de les rodes de pregària van ser escrites per un pelegrí xinès al voltant de 400, a Ladakh. El concepte de la roda de pregària és una manifestació física de la frase «girar la roda del dharma», que descriu la forma en què ensenyava Siddharta Gautama.
Les rodes de pregària es van originar a partir de «L'escola Shakyamuni sutra, volum 3 - pagoda i temple», que estableix que «aquells que van dissenyar el lloc per al culte van utilitzar el coneixement per propagar el dharma a la gent comuna, perquè podrien haver-hi homes i dones analfabets i, per tant, no podien llegir el sutra; per tant, van crear la roda de pregària per facilitar a aquestes persones el cant del sutra i l'efecte és el mateix que llegir-lo».
Segons la tradició tibetana, el llinatge de la roda de pregària es remunta al famós mestre indi Nagarjuna. Els textos tibetans també diuen que la pràctica va ser ensenyada pels mestres budistes indis Tilopa i Naropa, i també pels mestres tibetans Marpa i Milarepa.

## Pràctica

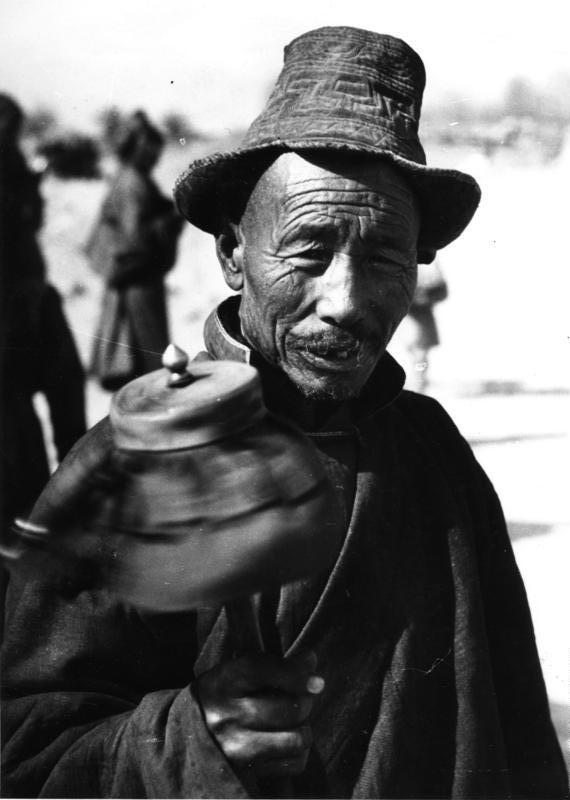
Un home amb una roda de pregària (1938)

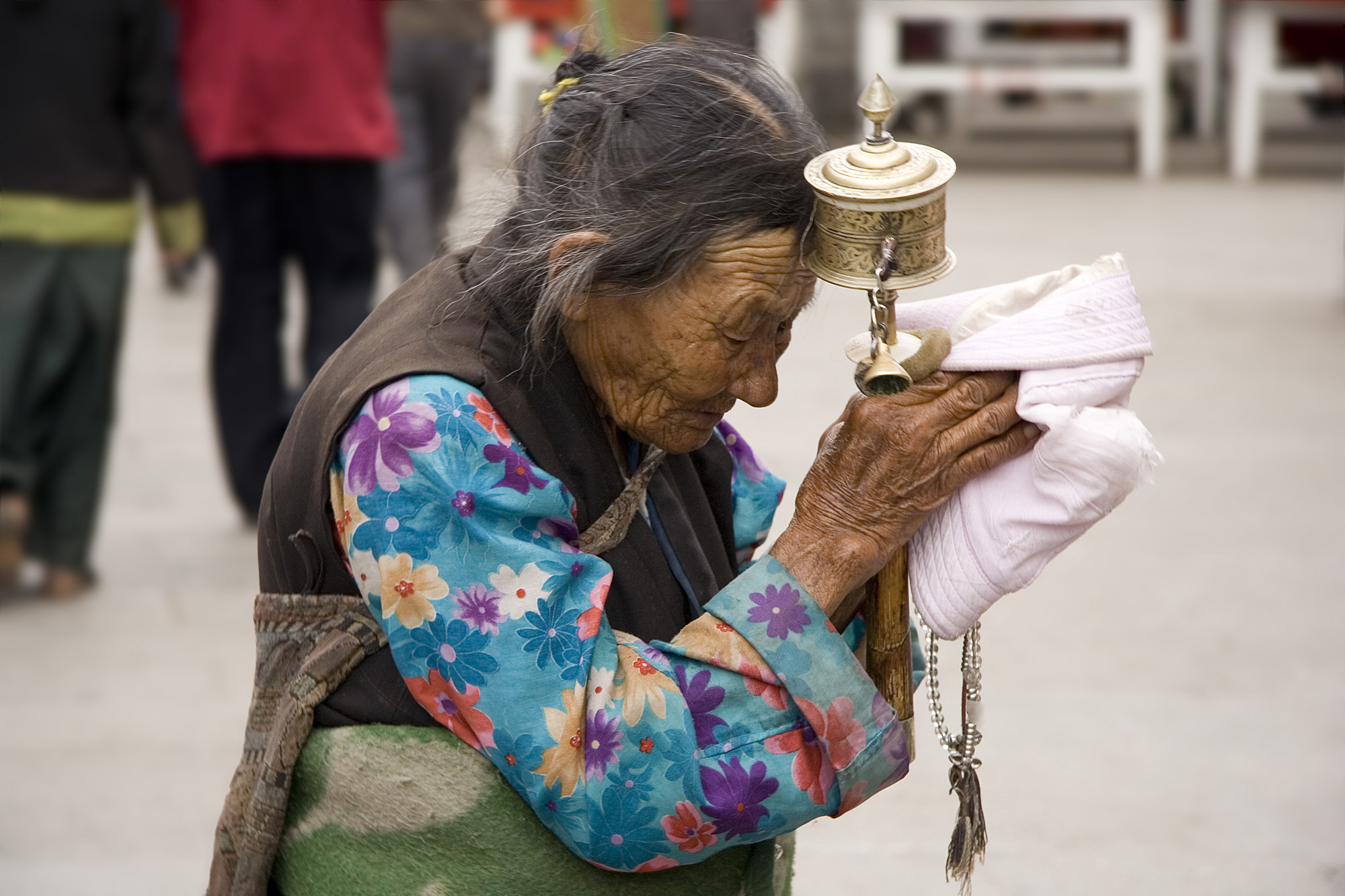
Una dona tibetana amb una roda de pregària

Segons els textos antics sobre les rodes de pregària, les rodes de pregària són utilitzades per acumular saviesa i mèrit (karma bo) i per purificar els elements negatius (karma dolent).
En el budisme, els budes i bodhisattves han creat una varietat de formes (upaya) per ajudar a que els practicants s'aproximin encara més a la il·luminació. La idea de mantres rotatius es relaciona amb nombroses pràctiques tàntriques en les quals el practicant visualitza mantres que giren al voltant dels nadis (en sànscrit नाडी,«rius» o «canals d'energia») i especialment al voltant del txakra meridional, com el cor i la corona. Per tant, les rodes de pregària són una ajuda visual per desenvolupar la capacitat pròpia per a aquest tipus de visualitzacions tàntriques.
El mètode per a aquells que preguen amb una roda de pregària és molt específic (amb petites variacions d'acord amb les diferents sectes budistes). En general, el practicant fa girar la roda en sentit horari, en la direcció en la qual els mantres estan escrits, que és la direcció del Sol creuant el cel. En rares ocasions, els practicants tàntrics avançats com Senge Dongma, el Dakini cara de lleó gira la roda contra rellotge per manifestar una energia de protecció més colèrica. A mesura que el practicant gira la roda, el millor és focalitzar la ment i repetir el mantra «Om mani padme hum»; no només això incrementa el mèrit guanyat per l'ús de la roda sinó també és una tècnica d'estabilització de la ment, que ensenya a fixar la ment mentre el cos està en moviment. En entonar el mantra mani de manera conscient, la motivació del bodhicitta (la ment noble que aspira a una il·luminació per al benefici de tots els éssers) millora dràsticament els efectes de la roda de pregària.
És de destacar que s'indica que fins i tot girant la roda distretament també porta beneficis i mèrits, i s'indica en el text del llinatge que fins i tot els insectes que creuen l'ombra de la roda de pregària obtindran algun benefici. Un gir té un mèrit equivalent al de llegir la inscripció en veu alta, com més vegades estigui escrit el mantra «Om mani padme hum» a la roda, més poderosa és la roda de pregària (ja que el mantra serà repetit més vegades). És millor girar la roda a un ritme suau, no gaire ràpid o frenèticament. Mentre es gira suaument s'ha de tenir en compte la motivació i l'esperit del bodhicitta. Els beneficis atribuïts a la pràctica de girar la roda són vasts. No només saviesa, compassió i el despertar de bodhicitta al practicant, sinó també el desenvolupament dels siddhis (poders mentals com clarividència, precognició, llegir els pensaments d'un altre, etc.). El practicant pot repetir el mantra quantes vegades sigui possible mentre gira la roda, estabilitzant la ment calmada i meditativa.
Al final de la sessió de pràctica en la tradició budista tibetana es dediquen tots els mèrits acumulats al benefici dels éssers sensibles. Després es repeteix «om ah hum» tres vegades. Això és consuetudinari amb el final de qualsevol pràctica budista tibetana, inclosa la roda de pregària.
Thubten Zopa Rimpoche comenta que instal·lar una roda de pregàries té la capacitat de transformar un lloc «... afable, agradable i que favoreix a la ment». Es diu que el simple fet de tocar una roda de pregària porta gran purificació del karma negatiu.

## Tipus

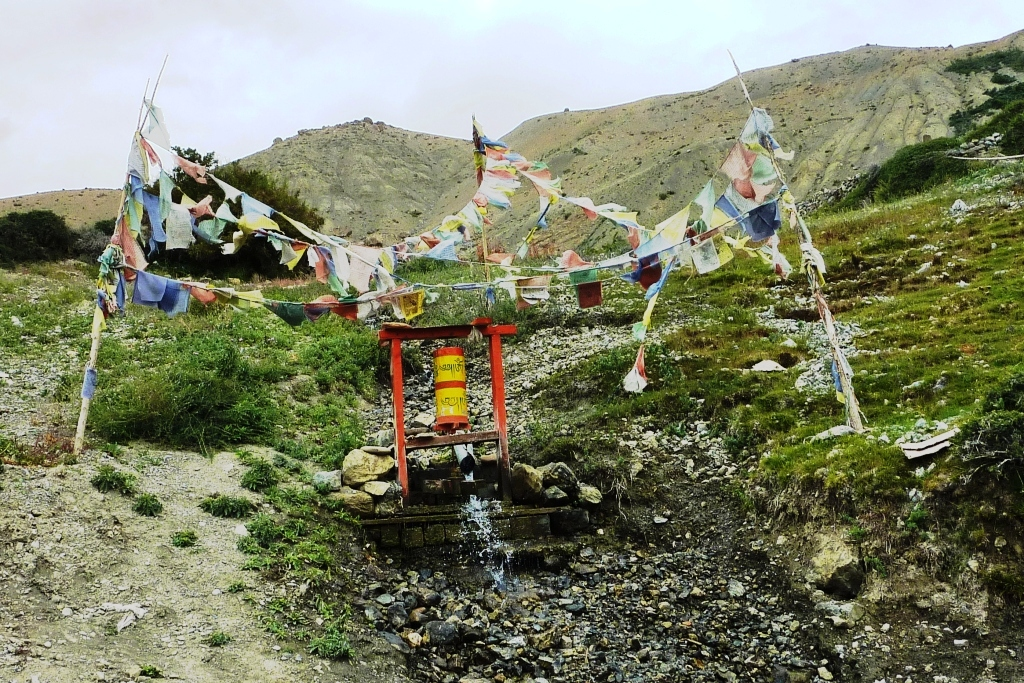
Roda de pregària moguda amb aigua. Spiti, Índia

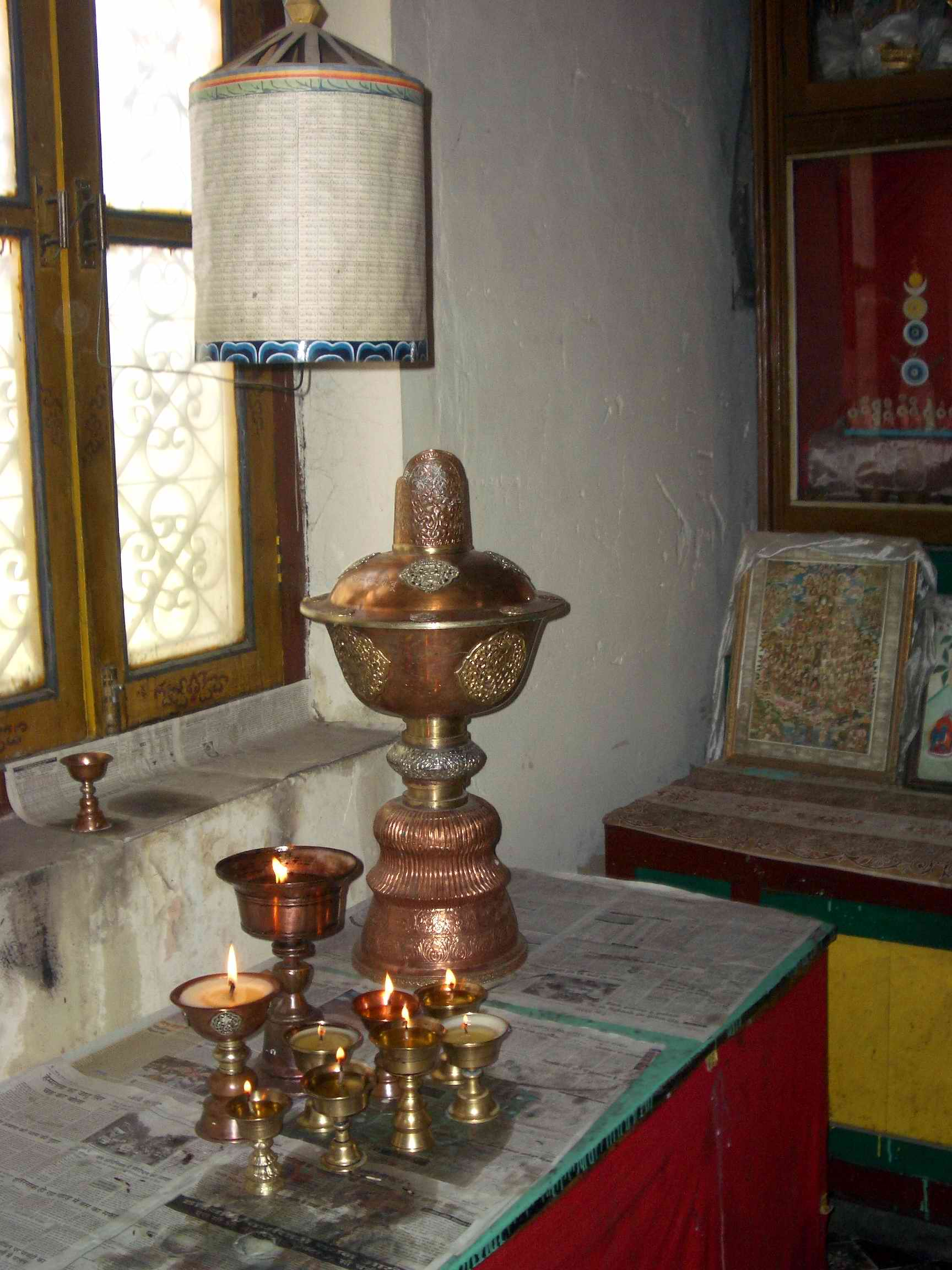
Roda de pregària moguda amb la calor d'espelmes de mantega. Manali, Índia

### Roda mani
La roda mani, o roda de pregària manual, té un cos cilíndric, generalment de xapa de metall (sovint bellament repujat) muntat sobre un eix metàl·lic o una agulla fixat en un mànec de fusta o metàl·lic que gira sobre un coixinet circular fet comunament de conquilla de Turbinella. En el cilindre en si s'adjunta un cordó o cadena amb un pes metàl·lic al final que li permet fer girar amb una lleu rotació del canell. La cadena ponderada, coneguda com a «governador» a la tecnologia occidental, estabilitza la roda i la fa girar amb menys esforç
El nom tibetà d'aquest dispositiu és mani-chos-'khor (མ་ནི་ཆོས་འཁོར་). El terme comú, «roda de pregària», és un doble nom erroni. Dins del cilindre hi ha una llarga tira de paper enrotllada amb mantres impresos o inscrits (en tibetà, mani) en comptes de les pregàries. «Molí», definit com «un objecte que quan gira genera alguna cosa», és una millor traducció del khor tibetà (roda), ja que es creu que quan gira el cilindre emana energia positiva, permetent al practicant acumular saviesa i mèrit.

### Roda d'aigua
Aquest tipus de roda de pregaria gira per l'aigua que flueix. Es diu que l'aigua que toca la roda es beneeix i porta el seu poder purificador a totes les formes de vida dels oceans i dels llacs que alimenta.

### Roda de foc
Aquesta roda es gira per la calor d'una espelma o llum elèctrica. La llum que reflecteix la roda de pregària purifica els karmes negatius dels éssers vius que toca.

### Roda de vent
Aquest tipus de roda gira per l'acció del vent. El vent que toca la roda de pregària ajuda a alleujar el karma negatiu d'aquells que la toquen.

### Rodes de pregària estacionàries
Molts monestirs al voltant del Tibet tenen rodes metàl·liques fixes i grans que estan col·locades una al costat de l'altra en una fila. Els transeünts poden moure tota la filera de rodes simplement lliscant les mans sobre cadascuna.

### Roda elèctrica
Algunes rodes de pregària giren per l'acció de motors elèctrics. Els thardo khorlo, com es coneixen a vegades aquestes rodes elèctriques, contenen mil còpies del mantra de Chenrezig i moltes còpies d'altres mantres. El thardo khorlo pot anar acompanyat de llums i música, si així es prefereix.
Segurament, l'electricitat es pot considerar similar a les fonts d'energia anteriors per moure la roda (aigua, foc, vent). El mèrit generat per l'electricitat es deu al poder dels textos i mantres de la roda; no necessàriament el «poder» que la fa girar. Aquesta electricitat fa girar la roda durant tot el dia, tota la nit, tot l'any. Els lames i els professionals que construeixen, mantenen i paguen l'electricitat ajuden amb raó a generar i dedicar el mèrit.
Des d'un altre punt de vista, el lama Zopa Rinpoche ha dit: «El mèrit de girar una roda d'oració elèctrica pertany a l'empresa elèctrica, per això prefereixo que els professionals utilitzin la seva energia correcta per girar una roda de pregària».

## Galeria d'imatges

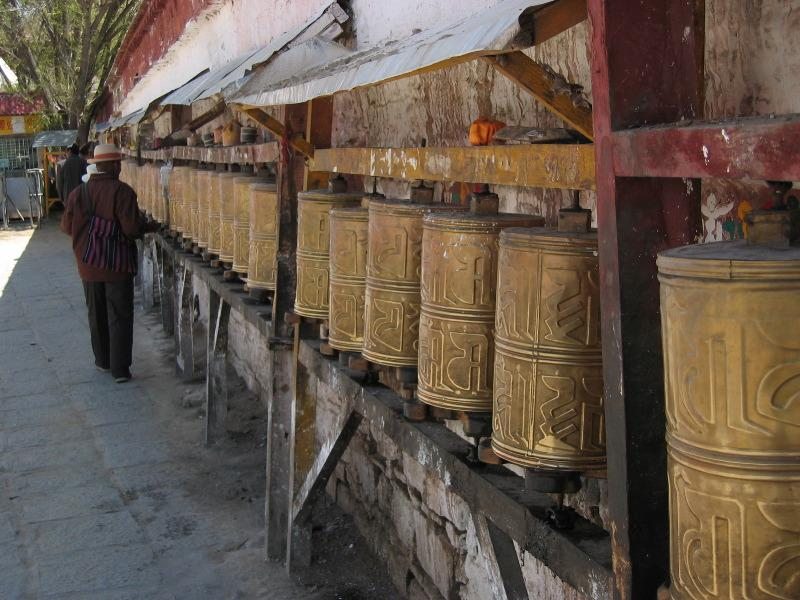
Rodes de pregària al monestir Samye
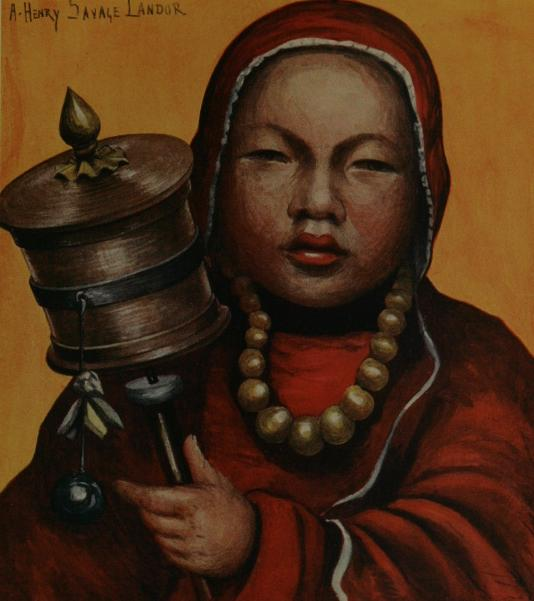
Noi tibetà amb una roda de pregària
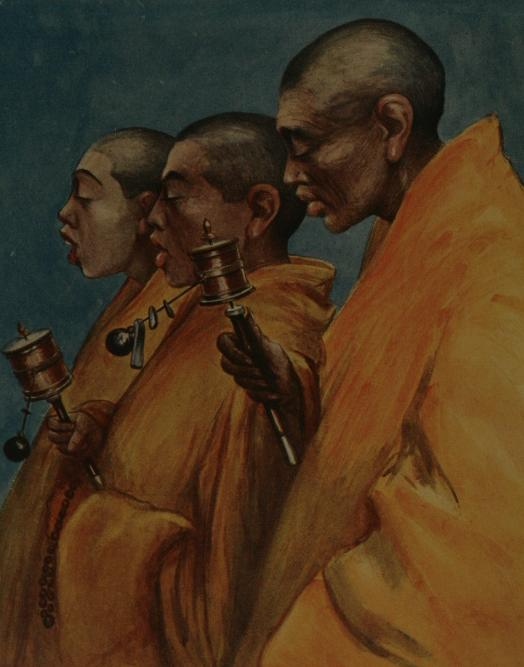
Il·lustració de monjos amb rodes de pregària, 1905
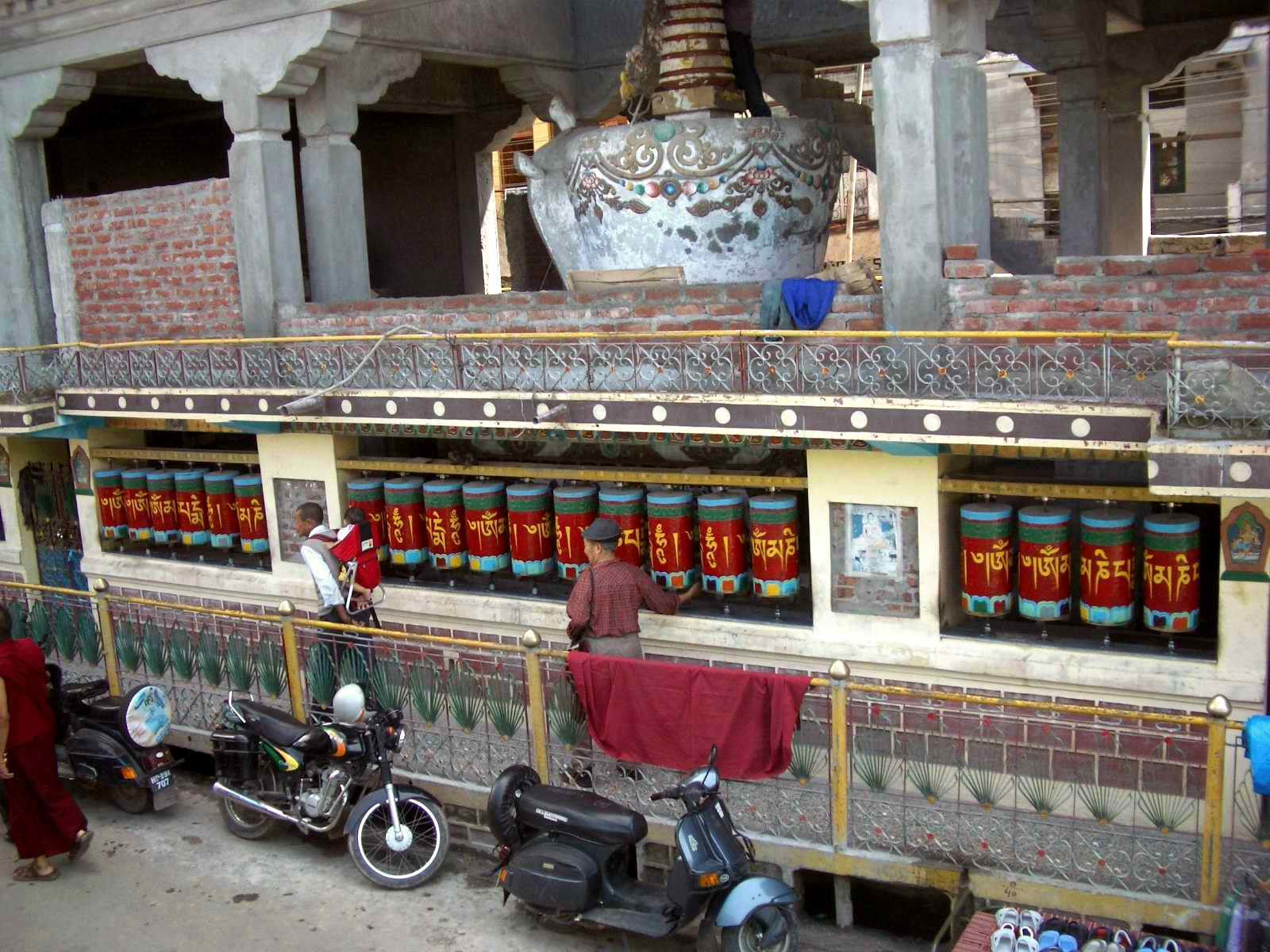
Stupa i rodes de pregària. Carrer principal de McLeod Ganj
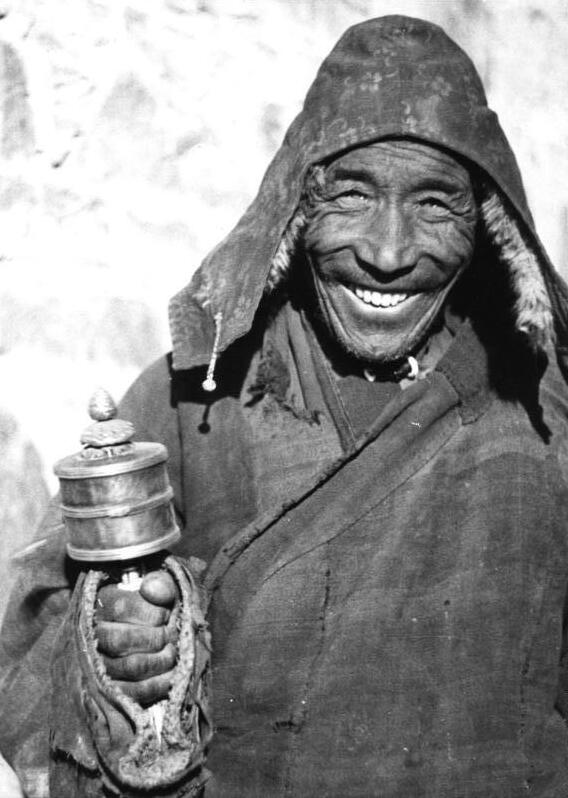
Monjo amb una roda de pregària, 1938
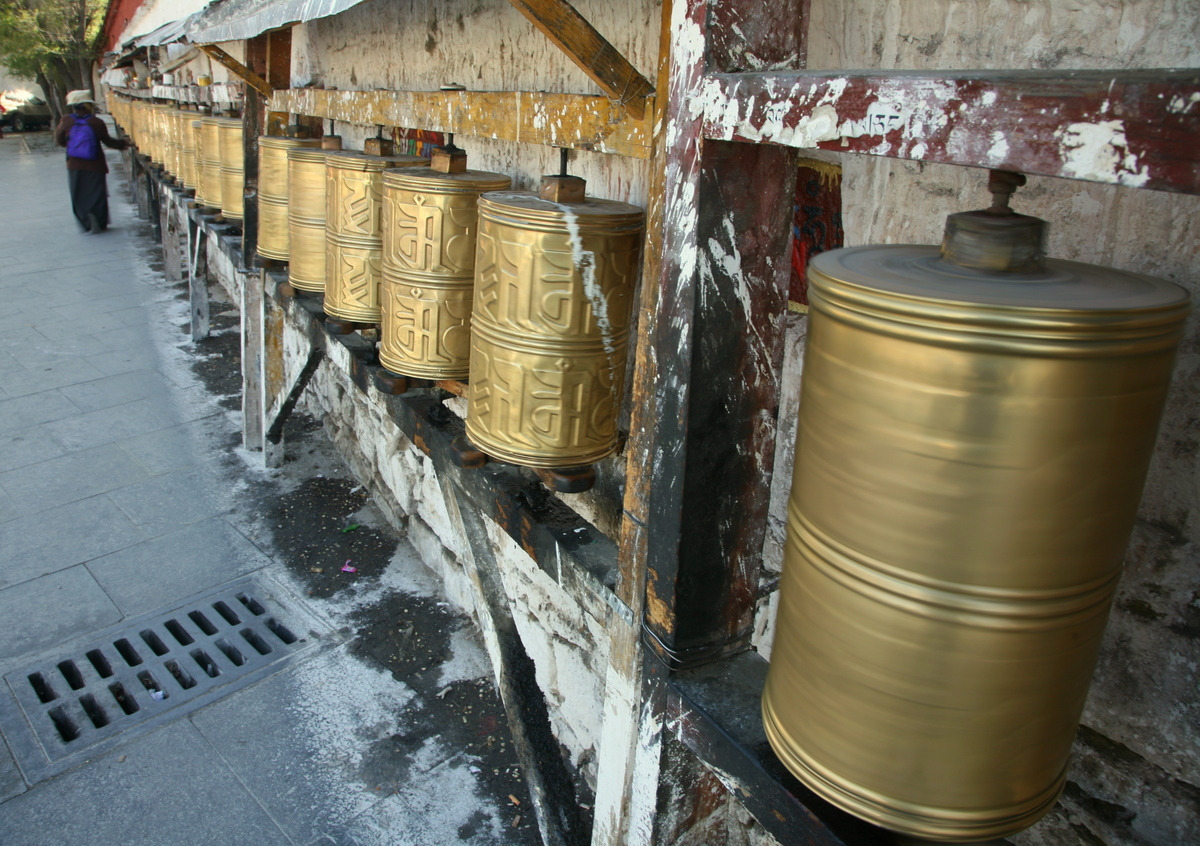
Rodes de pregària a la base de la Potala, Lhasa
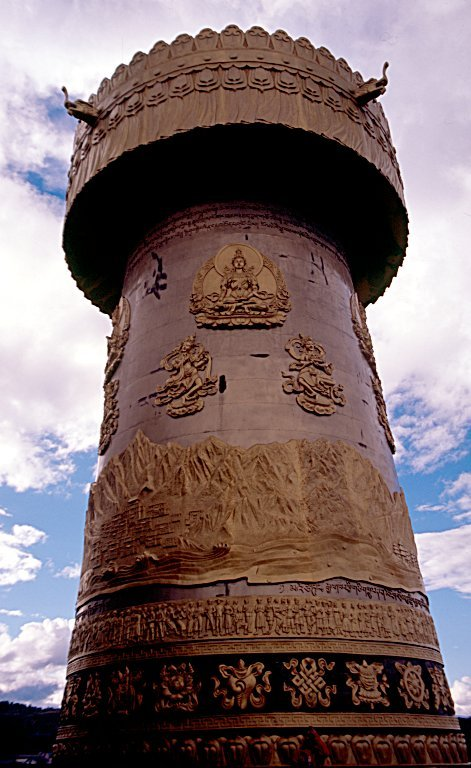
Una roda de pregària al temple de Dukezong al comtat de Shangri-La, Yunnan.
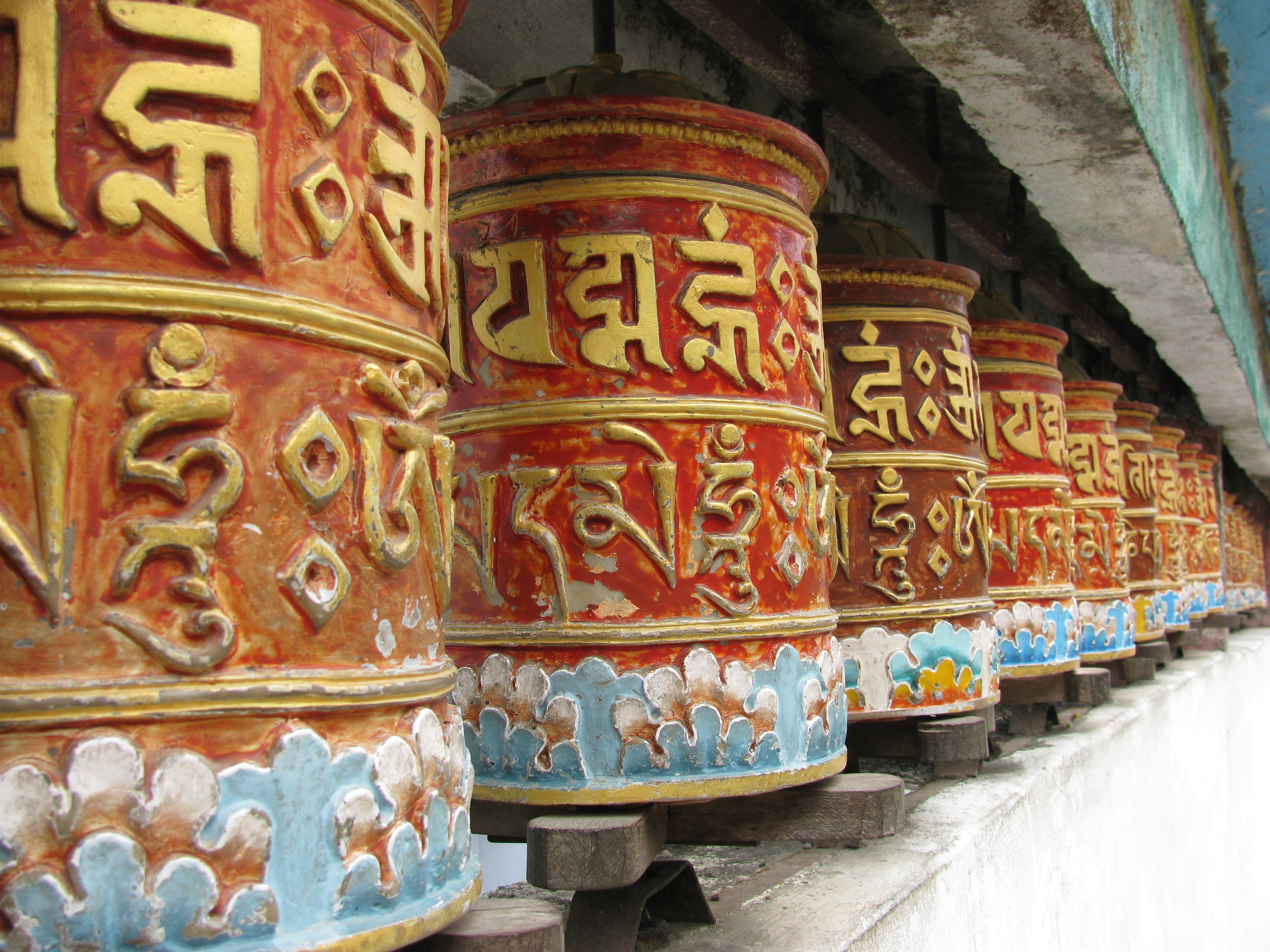
Rodes de pregària al monestir de Rumtek, Índia
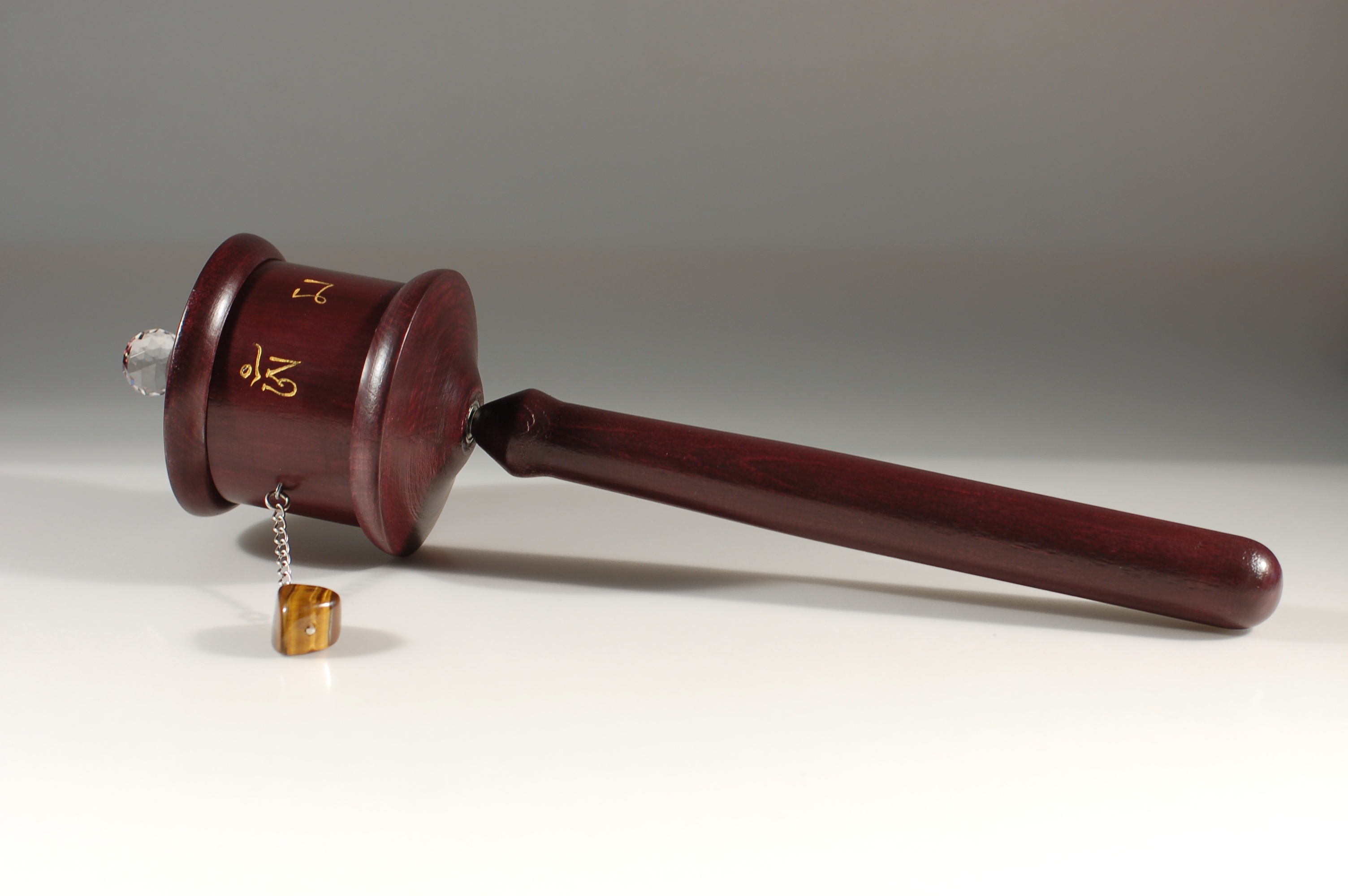
Roda de pregàries de fusta
Tres rodes de pregària a l'escut d'armes de Sir Edmund Hillary
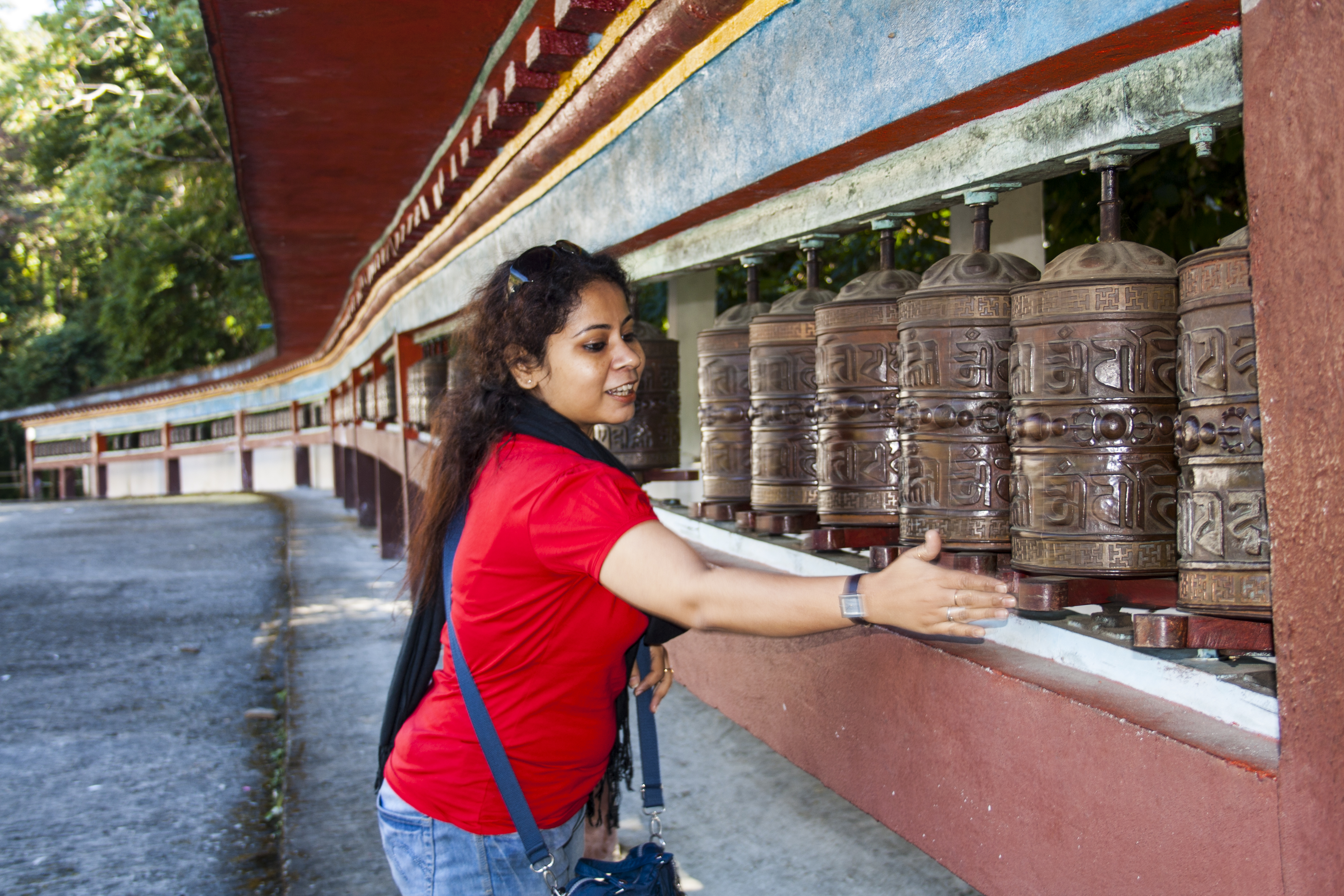
Rodes de pregària del monestir de Rumtek
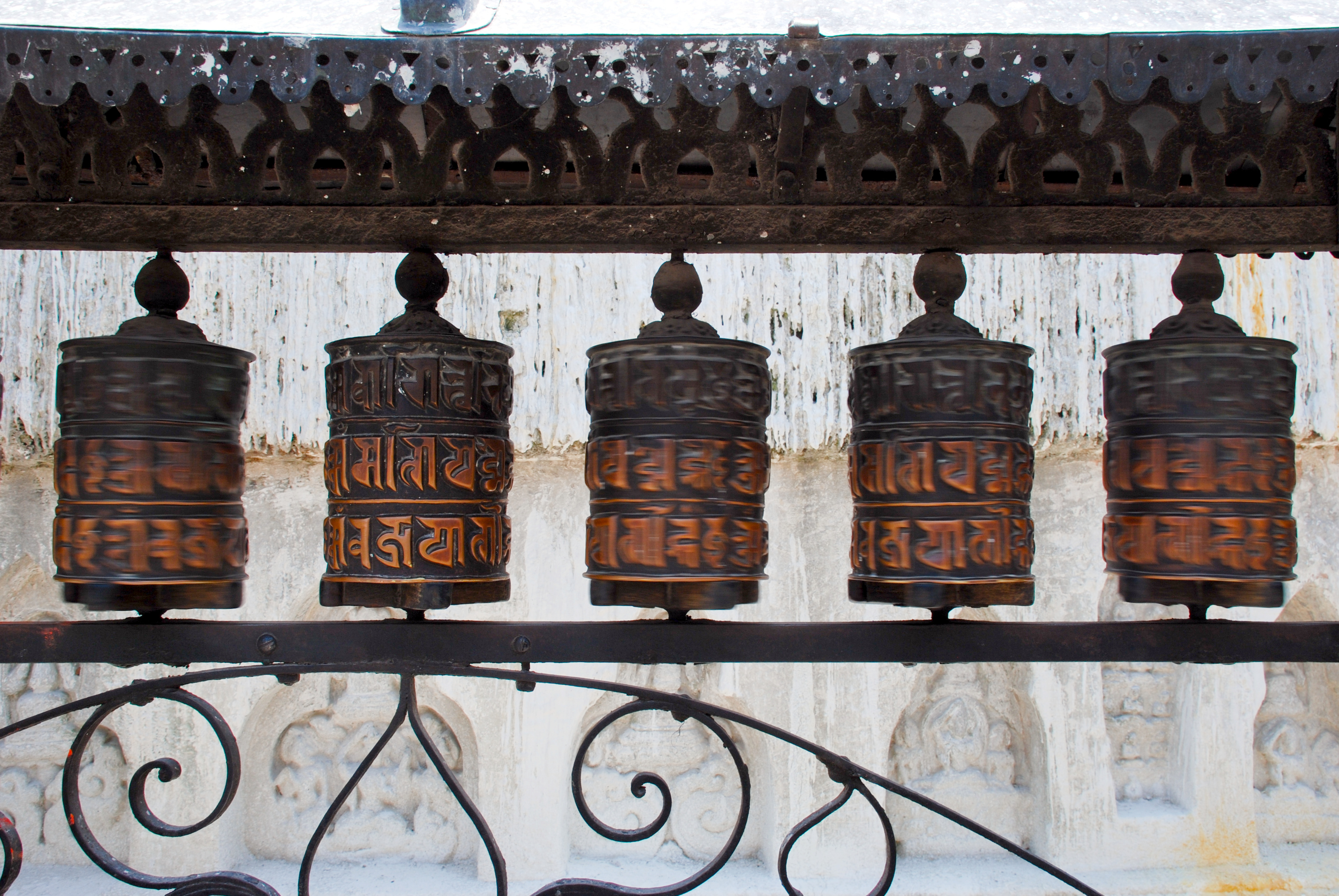
Rodes de pregària de metall que envolten l'estupa Swayambhunath, Katmandú